# Sagallo
Sagallo o Sagallou es un pequeño pueblo sobre las costas del golfo de Tadjoura, situado en el país de Yibuti. Es conocido por haber sido una colonia de Rusia en el siglo XIX.

## Toponimia
«Sagallo» (o también «Sakaro») es el nombre de uno de los meses lunares en la cultura somalí. Se desconoce si esto es una coincidencia o si es la causa del nombre de la localidad.

## Historia

### Colonización

#### Colonia rusa
Conociendo que el Imperio de Abisinia, situado en el África oriental, tenía como religión oficial el cristianismo oriental, el ministro imperial ruso Konstantín Pobedonóstsev proyectó que una misión diplomático-militar rusa acudiera a las costas del Mar Rojo para establecer allí una base colonial; con este fin Pobedonóstsev y sus agentes reclutaron al aventurero cosaco Nikolái Ivánovich Achinov. El 10 de diciembre de 1888 el barco ruso Kornílov zarpó de Odesa con 175 personas a bordo, de los cuales 30 eran cosacos (algunos ingenieros), 12 cherquesos, 4 monjes, y el resto individuos reclutados de los alrededores de Odesa, con la intención de establecer una colonia en Somalia y establecer vínculos con Etiopía. Los jefes de la expedición eran Nikolái Achinov y el monje Paissi, nombrado archimandrita.
Tras llegar al puerto egipcio de Alejandría, los rusos embarcaron en el buque mercante austriaco Anfitrite, alquilado por Achinov para la ocasión. El 18 de enero de 1889 los rusos llegaron a Sagallo, un viejo fuerte egipcio cercano a Tadjoura, ya abandonado. Allí contactaron con los abisinios que los recibieron cordialmente y pactaron dirigir un enviado ruso a la capital abisinia, en tanto el mismo emperador Juan IV pidió el establecimiento de una base militar, pues esperaba utilizar a los rusos contra los italianos. 
En cambio la operación no gustó a los franceses ya establecidos hacía tiempo en Obock, y que habían establecido desde 1883 un protectorado sobre la costa del golfo de Tadjoura y rechazaban cualquier establecimiento militar de otra potencia. Los rusos para tranquilizar a los franceses, ofrecieron izar la bandera designada para la colonia junto con la bandera francesa, pero ocurrió un primer conflicto cuando cosacos rusos robaron ganado a la tribu local de los Danakil, opuesta a los franceses. Achinov entregó 60 francos de plata como reparación pero el evento pronto fue conocido por la guarnición francesa de Obock, dando a entender el flojo control de Achinov sobre sus hombres. Para evitar hostilidades, los rusos izaron su bandera imperial y al lado el pabellón de la Cruz Roja. 
Las noticias de lo sucedido llegaron pronto desde Obock hasta Adén y luego a París, donde el 24 de enero el gobierno de Francia ordenó a sus autoridades en Obock desalojar y desarmar a los rusos, requiriendo al gobierno de Rusia explicaciones por lo sucedido en territorio que se halla bajo control francés. El embajador ruso en París declara que Achinov no es enviado oficial de Rusia y que el gobierno de San Petersburgo se desentiende de lo sucedido. Ante ello, el 5 de febrero llegan dos cañoneros franceses a Obock, al mando del almirante Jean Baptiste Olry, éste es recibido por el gobernador francés, Léonce Lagarde, quien le proporciona tropas. El 16 de febrero Olry acude a Sagallo con dos cañoneros y exige a los rusos dejar sus armas en la playa y embarcarse de vuelta a Obock. Achinov rehusó la oferta y los buques franceses lanzaron 16 cañonazos contra el fuerte, dejando 8 cosacos muertos y 5 heridos. Achinov capituló tras esta demostración de fuerza y las tropas francesas desembarcaron de inmediato. Esa misma tarde los franceses embarcaron a los rusos sobrevivientes, dejando su armas en la playa (50 rifles y algunas ametralladoras). 
Los rusos fueron llevados detenidos a Obock, donde fueron deportados a Odesa días después. Al conocerse lo ocurrido en Sagallo, el gobierno ruso rechazó toda responsabilidad sobre Achinov y sus hombres. El zar Alejandro III, aunque fuertemente nacionalista, no deseaba problemas con Francia que dañaran la naciente Alianza franco-rusa, más cuando a fines de febrero estaba proyectado un elevado empréstito que el gobierno de Rusia contraería con bancos franceses. El 4 de marzo la prensa oficial rusa comunicaba los términos del préstamo oficial y el zar prohibió a la prensa seguir tratando el "asunto de Sagallo" o entrevistar a alguno de los repatriados.

#### Parte del Imperio colonial francés
Tras los sucesos del intento de establecimiento de una colonia rusa en Somalia, Sagallo continuo siendo parte del Territorio de Obock que más tarde se convertiría en la Costa francesa de Somalia y aún más tarde en el Territorio Francés de los Afars y de los Issas.

### Yibuti independiente
El 27 de junio de 1977 se llevó a cabo un referéndum en todo el territorio francés de los Afars y de los Issas sobre la independencia del país, opción que ganó por mayoría, por lo que se estableció la República de Yibuti el mismo día 27 de junio de 1977, siendo Sagallo parte del nuevo país.
A comienzos del siglo XXI, un proyecto de UNICEF instaló placas solares en una colina a las afueras de la población que proporciona energía a bombas de agua que suministran a las poblaciones cercanas.